# Vicks VapoRub
Pour l’article ayant un titre homophone, voir Vix.
Vicks VapoRub est une pommade à base de menthe indiquée dans le cas de symptômes occasionnels mineurs tels que l'encombrement passager des voies respiratoires généralement présents dans le cas de rhume. La pommade doit être appliquée sur la partie supérieure de la poitrine et le torse, traditionnellement avant de dormir. Elle est fabriquée par Procter & Gamble.

## Histoire

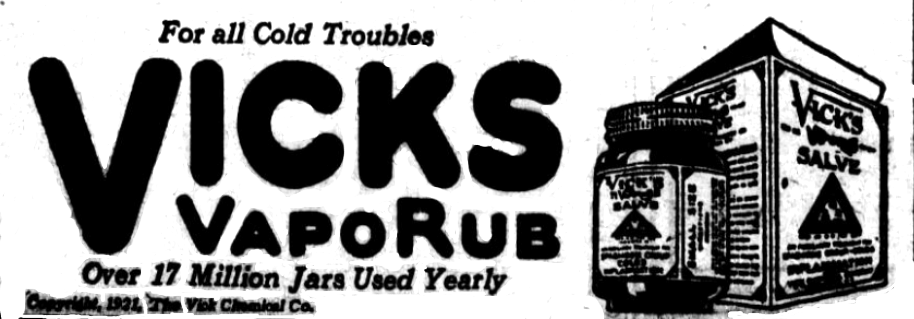
Publicité américaine de 1921-1922 montrant un pot du produit. Pour tous les symptômes du rhume… Plus de 17 millions de pots utilisés chaque année.

La formule fut créée par Lunsford Richardson en 1894 alors qu'il voulait fabriquer un baume pour ses enfants après un voyage en France. Il nomma le produit d'après le nom de son frère : le Dr Joshua Vick.

## Composition
La pommade contient plusieurs substances actives : camphre 4,8 % (antitussif et analgésique[réf. nécessaire]), eucalyptus 1,2 % (antitussif[réf. nécessaire]), menthe 2,6 % (antitussif et analgésique[réf. nécessaire]).
Elle contient d'autres ingrédients inactifs : huile de cèdre, huile de noix de muscade, vaseline, thymol, essence de térébenthine.

## Utilisation
La pommade peut être appliquée sur le torse ou le cou, ou être inhalée en la faisant fondre dans de l'eau très chaude.
La pommade peut aussi être mise sous la plante des pieds afin d'agir sur le système nerveux.

## Toxicité
La pommade contenant du camphre — une substance pouvant se révéler toxique si elle est ingérée ou absorbée par le corps —, elle ne peut être appliquée près des muqueuses (nez, bouche, yeux…) et vers la partie du bas du corps.
En 2017 une étude fait état de pneumopathie lipidique exogène à la suite de l'application de Vicks VapoRub sur le nez pendant plus d’un an.